# Basílica de Nuestra Señora de la Peña (Recife)
La Basílica de Nuestra Señora de la Peña (en portugués: Basílica Nossa Senhora de Penha) Es un templo religioso católico situado en la ciudad de Recife, en el estado de Pernambuco, en Brasil. Pertenece a la Orden de los Hermanos Menores Capuchinos, en la arquidiócesis de Olinda y Recife. Su patrona es la Virgen de la Peña.
Construida entre 1870 y 1882 en el barrio de São José (San José), la basílica es la única iglesia de este estilo en el estado de Pernambuco. Está inspiradao en la arquitectura de la iglesia de San Giorgio Maggiore. El 2 de septiembre de 2007 comenzó un trabajo de restauración que duró hasta el 4 de julio de 2014, fecha de su reapertura. Las obras costaron alrededor de R $ 6 millones y aún no se han terminado. El trabajo de los restauradores reveló varios aspectos que se perdieron antes de la degeneración causada por el clima.

## Véase también

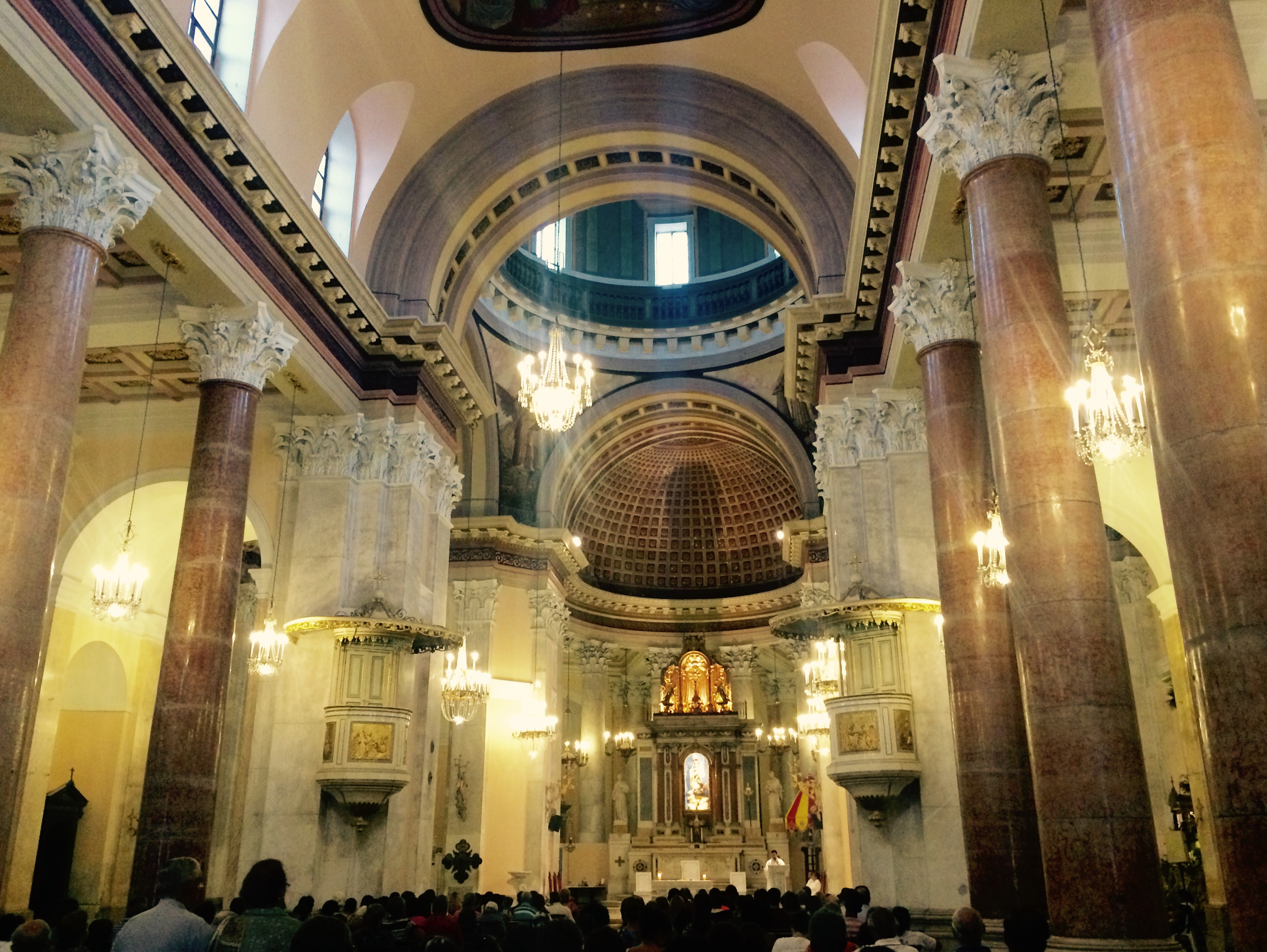
Vista interna